# Diga di Sazlıdere
La diga di Sazlıdere è una diga della Turchia. Si trova nella provincia di İstanbul.